# دولکووشچزنا
دولکووشچزنا (به لهستانی:  Dulkowszczyzna) یک روستا در لهستان است که در گمینا لیپسک واقع شده‌است.